# ガザミ
ガザミ（蝤蛑、学名: Portunus trituberculatus (Miers)）は、エビ目カニ下目ワタリガニ科に分類されるカニの一種。食用として重要なカニで、「ワタリガニ」とも称される。地域によっては、同じワタリガニ科のイシガニを「ワタリガニ」と呼ぶ場合がある。

## 特徴
甲幅が15センチメートルを超える大型のカニで、オスがメスより大きい。甲羅の背面は黄褐色だが、甲羅の後半部分や鉗脚、脚などは青みがかっており、白い水玉模様がある。これらは敵や獲物の目をあざむく保護色となっている。腹側はほとんど白色で、毛や模様はない。
甲羅は横長の六角形をしていて、前縁にギザギザのとげが並び、左右に大きなとげが突き出している。鋏脚は頑丈で、たくさんのとげがあり、はさむ力も強いので、生体の扱いには注意を要する。第2脚から第4脚までは普通のカニと同じ脚をしているが、第5脚は脚の先が平たく変形した「遊泳脚」となっており、これを使って海中をすばやく泳ぐことができる。
なお、ガザミの鋏脚長節（ハサミのつけ根から真ん中の関節までの部分）にはとげが4本あるので、よく似たタイワンガザミ（3本）と見分けられる。同じワタリガニ科のイシガニ類やベニツケガニ類は、甲羅の左右に大きなとげが突き出しておらず、ガザミよりも小型で丸っこい体格をしている。
日本では、北海道南部から屋久島周辺まで分布し、波が穏やかな内湾の、水深30メートルほどまでの砂泥底に生息する。宮城県では、2011年までの漁獲量は10トン以下で養殖にも失敗していたが、東日本大震災の影響で仙台湾南部に広く泥が堆積したことにより、2012年から生息数が急増。2015年には漁獲量が500トンを記録し、全国1位となった。
大きな敵が来ると泳ぎ去るが、普段は砂にもぐって目だけを砂の上に出してじっとしていることが多い。海藻なども食べるが、食性は肉食性が強く、小魚、ゴカイ、貝類など、いろいろな小動物を捕食する。いっぽう敵は沿岸性のサメやエイ、タコなどである。網を使った釣法もある。
大型で美味なカニなので、古来より食用として多く漁獲されてきた。現在では有名な産地が各地にあり、これらの地域では種苗放流も盛んである。ただしガザミはカレイやヒラメ、タイなどの稚魚をよく捕食するので、これらの種苗放流も並行して行われる地域では、お互いに子どもを食い合って競合することとなる。

## 生活環
ガザミの産卵期は春から夏だが、交尾期は夏から秋にかけてである。交尾期になるとオスメスとも脱皮後に交尾を行い、メスは体内に精子を蓄えたまま深場に移って冬眠する。冬眠から覚めたメスは晩春に産卵し、1ミリメートル足らずの小さな卵を腹肢にたくさん抱え、孵化するまで保護する。孵化までには2-3週間ほどかかる。
ガザミ類は年2回産卵することが知られ、晩春に生まれた卵は通称「一番子」と呼ばれる。一番子が発生して幼生を放出した後、メスは夏にもう一度「二番子」を産卵するが、これは一番子より産卵数が少ない。
孵化したゾエア幼生は1か月ほど海中をただようプランクトン生活を送るが、この間に魚などに捕食されるので、生き残るのはごくわずかである。ゾエア幼生は数回の脱皮でメガロパ幼生を経て、稚ガニとなる。稚ガニは海岸のごく浅い所にもやって来るので、甲幅が3センチメートルほどの個体なら砂浜や干潟の水たまりで姿を見ることができる。
一番子は急速に成長し、秋までに成体となって繁殖に加わるが、二番子がそうなるのは翌年である。寿命は2-3年ほどと見られる。

## 食材
かつては海産カニといえばガザミのことを指していたほど、一般に知られた食用ガニであった。タラバガニなどの種類に比べればやや安価に出回るが、味は美味であり、殻も比較的薄くて食べやすい。ただし国内産の活きガニは、産地を問わず高値で取引され、特に30センチメートルほどの体を持つ大型のものは高級品である。
漁期は晩春から初冬までだが、温暖な西日本では真冬でも漁獲される。
旬は秋から冬。蟹肉や中腸腺（カニミソ）はもちろん、メスの卵巣（内子）も食用にする。特に、秋から冬にかけての卵巣を持ったメスは格段に美味とされる。
料理法も多彩で、塩茹で、蒸しガニ、味噌汁などで食べられる。他にもパスタ料理の具材といった使い方も知られる。ただし生きた個体を熱湯に入れると、苦しさのあまりに自切して脚がバラバラにもげてしまう。そのため、ふつうは内側腹部にある急所を刺したのちに茹でる、または水のうちから入れるか、輪ゴムや紐などで脚を固定してから料理する。現在は水揚げ直後から、すでに輪ゴムを取り付けている所もある。
主な産地は内湾を抱える地域、たとえば有明海・瀬戸内海・大阪湾・伊勢湾・三河湾などがある。かつては東京湾でもガザミは多く穫れ、また広く食されていた。こうした沿岸地域では、ガザミを観光用食材として売り出していることも多い。例えば、有明海西部に属する佐賀県太良町周辺では「竹崎がに」として、九州北東部の豊前海を有する福岡県北九州市、行橋市、豊前市等では「豊前本ガニ」としてブランド化を図っている。大阪府岸和田市では、だんじり祭の際にガザミ（当地では通常ワタリガニと呼ばれ、ガザミと呼ばれることはまずない）を食べる風習が残る。
近年乱獲により日本での漁獲高が減ったことから、国産品は高級食材となりつつある。そのため、中国や韓国・東南アジア等からも輸入されている。

## 別名
ワタリガニ（ワタリガネ）、竹崎カニ（佐賀県）、豊前本ガニ（福岡県北九州市ほか）、ガンツ（岡山県）、ガネ、など

## 近縁種
ガザミ属（Portunus属）には数種類が知られ、ほとんどが食用とされる。
|  | タイワンガザミ Portunus pelagicus      | 甲幅15センチメートルほど。オスの成体は甲羅が濃い藍色で、白くて長いまだら模様があり、鋏脚も細長い。メスと稚ガニはガザミとよく似ているが、鋏脚長節のとげが3本しかないことで区別できる。南日本を含む西太平洋、インド洋、紅海、地中海まで広く分布している。四国・九州・沖縄などの地方によっては、ガザミより多く漁獲される。特徴的な色彩から、アオデ（青手）、オイラン（花魁）など日本各地に多くの方言名を持つ。 |
|  | ジャノメガザミ Portunus sanguinolentus | 甲幅12センチメートルほど。甲羅に白で縁取られた3つの黒い点があるので「蛇の目ガザミ」の名があり、体のとげも他の種と比較して短い。南日本を含む西太平洋とインド洋に分布し、日本ではあまり漁獲されないが、東南アジアでは多く漁獲されている。 |
|  | イボガザミ Portunus haani              | 甲幅7センチメートルほど。甲羅の背面全体に小さなイボ状突起と細かい毛が生えているのでこの名がある。全身が黄褐色で、薄い網目模様がある。時折まとまって漁獲される。 |
|  | ナキガザミ Portunus nipponensis        | 甲幅7センチメートルほど。胸部の腹側と鋏脚に突起があり、これらを擦りあわせて音を出すのでこの名がある。南日本を含む西太平洋に分布するが、砂泥底ではなく岩礁やサンゴ礁域に生息しているので、イセエビ網などにかかる。 |